# خشبة مسرح

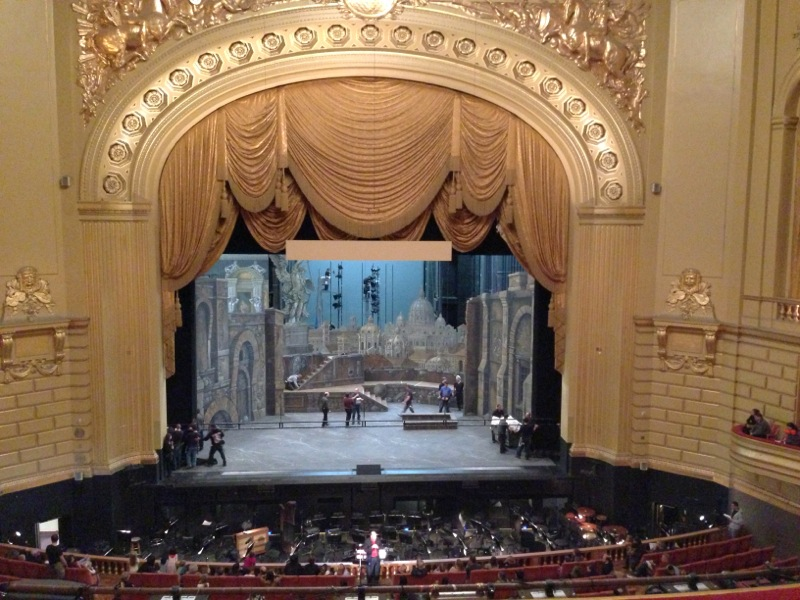
خشبة مسرح في سان فرانسيسكو

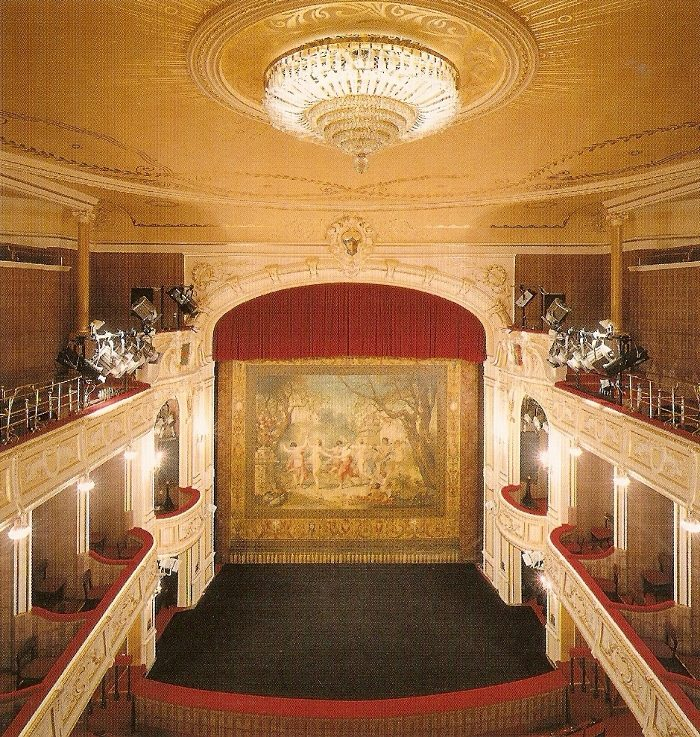
خشبة مسرح بولندي

الخشبة أو خشبة المسرح في المسرح والفنون التعبيرية هي مساحة مخصصة لأداء الفن. الخشبة هي مساحة للممثلين أو فناني الأداء ونقطة محورية ( شاشة عرض في السنما) للجمهور. كميزة معمارية ، قد تتكون الخشبة من منصة واحدة (غالبًا ما تكون مرفوعة) أو عدة من المنصات. قد تكون مؤقتة أو قابلة للتعديل ولكنها ثابتة في المسارح والمباني الأخر المخصصة لمثل هذه العروض.